# とみい
とみい（1995年8月16日 - ）は、日本のタレント。現役の歯科衛生士でありながら、モデル活動やSNS、YouTubeでの活動を行う。ショートヘアが特徴的。落ち着いた雰囲気や話し方ライフスタイルに反響を呼び、SNSやYouTubeで同年代のファンはもちろん、年上の年齢層のファンも多く獲得している。

## 経歴
専門学校卒業後、歯科衛生士として就職。歯科衛生士をやる傍ら、サロンモデルとしての活動もスタートさせた。今でも歯科衛生士とモデル業の2足のわらじで活動中。2019年12月にはYouTubeチャンネル「とみいちゃんねる」も開設。2020年7月9日に発売された「WWD Beayty 」では都内人気美容師100名が選ぶ「サロンモデルNo.1」に選ばれた。

## 人物
三姉妹の末っ子で、姉は2人とも美容師をしている。専門的な仕事に惹かれていたとみいは就職先を考える際にあみだくじで職業を選択。【歯科衛生士・美容師・栄養士etc】その結果、歯科衛生士が選ばれた。
趣味は料理、ちゃちゃまる（愛犬）のお散歩、ライブ、メイク、カラオケ。YouTubeでは愛犬のちゃちゃまるも登場し、ちゃちゃまるのファンもいるよう？